# سرگی ترخوف
سرگی ترخوف (استونیایی: Sergei Terehhov؛ زادهٔ ۱۸ آوریل ۱۹۷۵) بازیکن سابق و مربی فوتبال اهل استونی است.
از باشگاه‌هایی که در آن بازی کرده‌است می‌توان به باشگاه فوتبال تی‌وی‌ام‌کی، باشگاه فوتبال شینیک یاروسلاول، باشگاه فوتبال فلورا تالین، باشگاه فوتبال نومه کالیو، و باشگاه فوتبال بران اشاره کرد.
وی همچنین در تیم ملی فوتبال استونی بازی کرده‌است.